# Lacul Beleu
Lacul Beleu este un lac natural situat în rezervația științifică a Prutului de Jos din lunca Prutului, în sudul Republicii Moldova (raionul Cahul).

## Descriere
Lacul Beleu este situat pe cursul râului Prut. Suprafața medie a oglinzii lacului este de 9.5 km², Beleul fiind unul din cele mai mari lacuri naturale din Republica Moldova. Volumul de apă e de 8,39 mln/m3. După provenență, lacul Beleu este un relict al limanelor Dunării formate acum 5-6 mii ani și a fost, în acest caz, colmatat de aluviunile Prutului. Lungimea lacului este de 5 km, lățimea - 2km, adîncimea medie 0,5-1,5 m, adîncimea maximă fiind de 2,5 m. Nivelul apei din lac depinde în mare măsură de nivelul apei din Dunăre și din Prut.
În Beleu se întâlnesc peste 20 de specii de pești, inclusiv plătica-de-Dunăre, bibanul-soare, țigănușul-bătrân, crapul, șalăul, văduvița ș.a.

## Geografie și hidrografie
Lacul Beleu, parte componentă a rezervației științifice „Prutul de Jos”, este situat în partea de sud-vest a Republicii Moldova, în cursul inferior al Prutului, în localitatea Slobozia Mare, raionul Cahul, la 204 km de orașul Chișinău, pe drumul național R34. Coordonatele geografice ale lacului Beleu sunt: 45˚ 36' 32" lat Nord 28˚ 9' 14" long. Vest. Lacul Beleu ocupă 628 ha, aproximativ 2/3 din întreg teritoriul rezervației, este înconjurat de pajiști inundabile și mici păduri de sălcișuri amenajate insular. Are o lungime de 5 km și o lățime de 2 km, suprafața medie a oglinzii lacului constituie 6,26 km², este unul din cele mai mari lacuri din Republica Moldova. Hidrografia acestui lac s-a format în depresiunea râului Prut, cândva cu 13 mil. ani în urmă făcând parte din întinderea vastă a mării Sarmațiene. Lacul are o vechime de 5-6 mii de ani, iar după proveniență este un relict al Dunării.
Cercetând harta fizică a Republicii Moldova, se observă o formă ovoidală a lacului, cu o întindere de la Nord-Vest spre Sud-Est. Malul lacului este brăzdat de îngrămădiri de nisip și calcare în regiunile de luncă, iar în regiunile împădurite insulare predomină mâlul.

## Situație ecologică
Lacul Beleu face parte din rezervația științifică „Prutul de Jos”. În urma unei analize a experților de mediu din 2022, s-a constatat că lacul Beleu se confruntă cu degradarea ecosistemului, inclusiv din cauza colmatării prin intermediul gârlei Manolescu, scurgerilor de pantă și drumurilor de acces spre sonde.

## Galerie de imagini

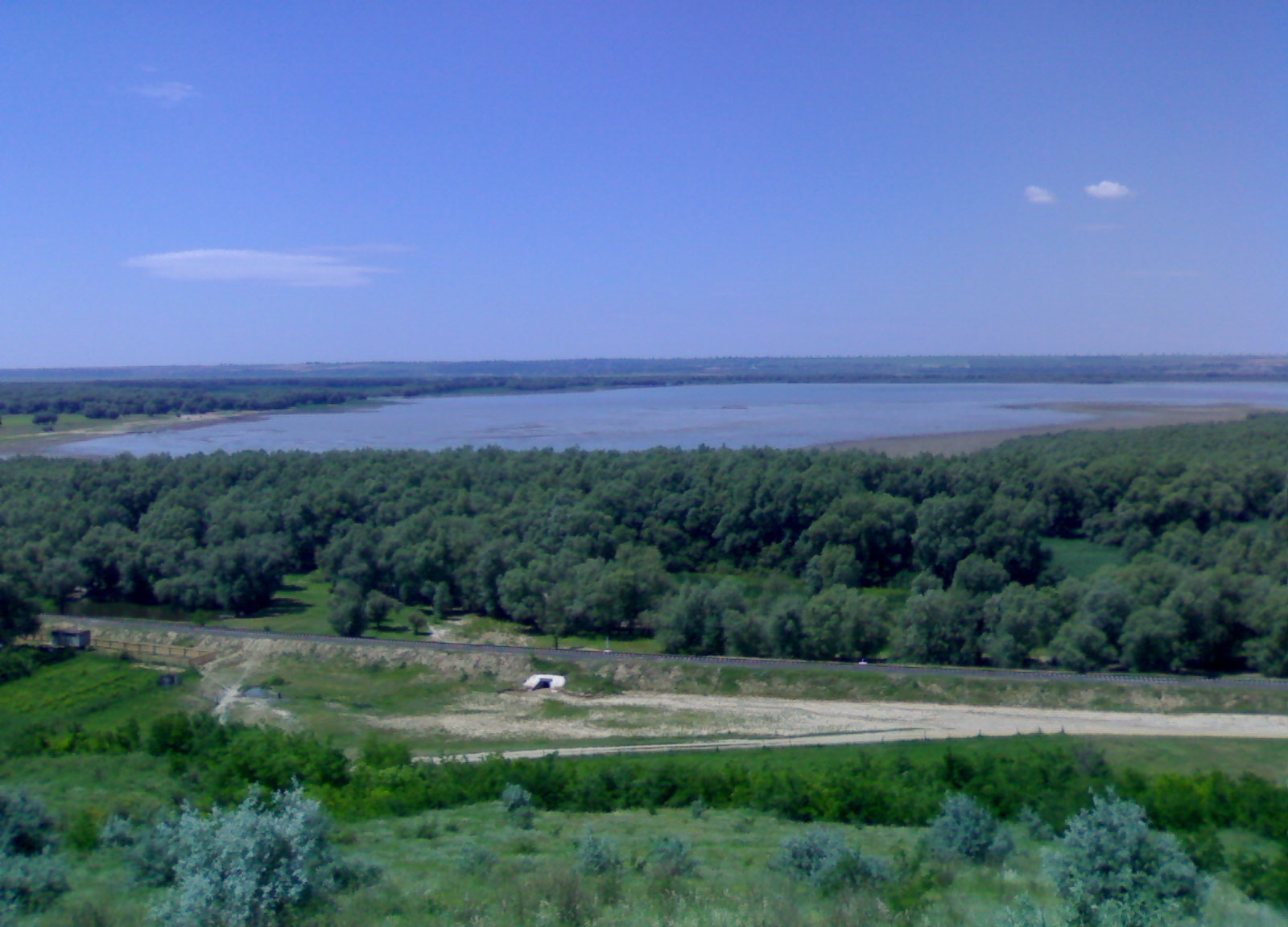
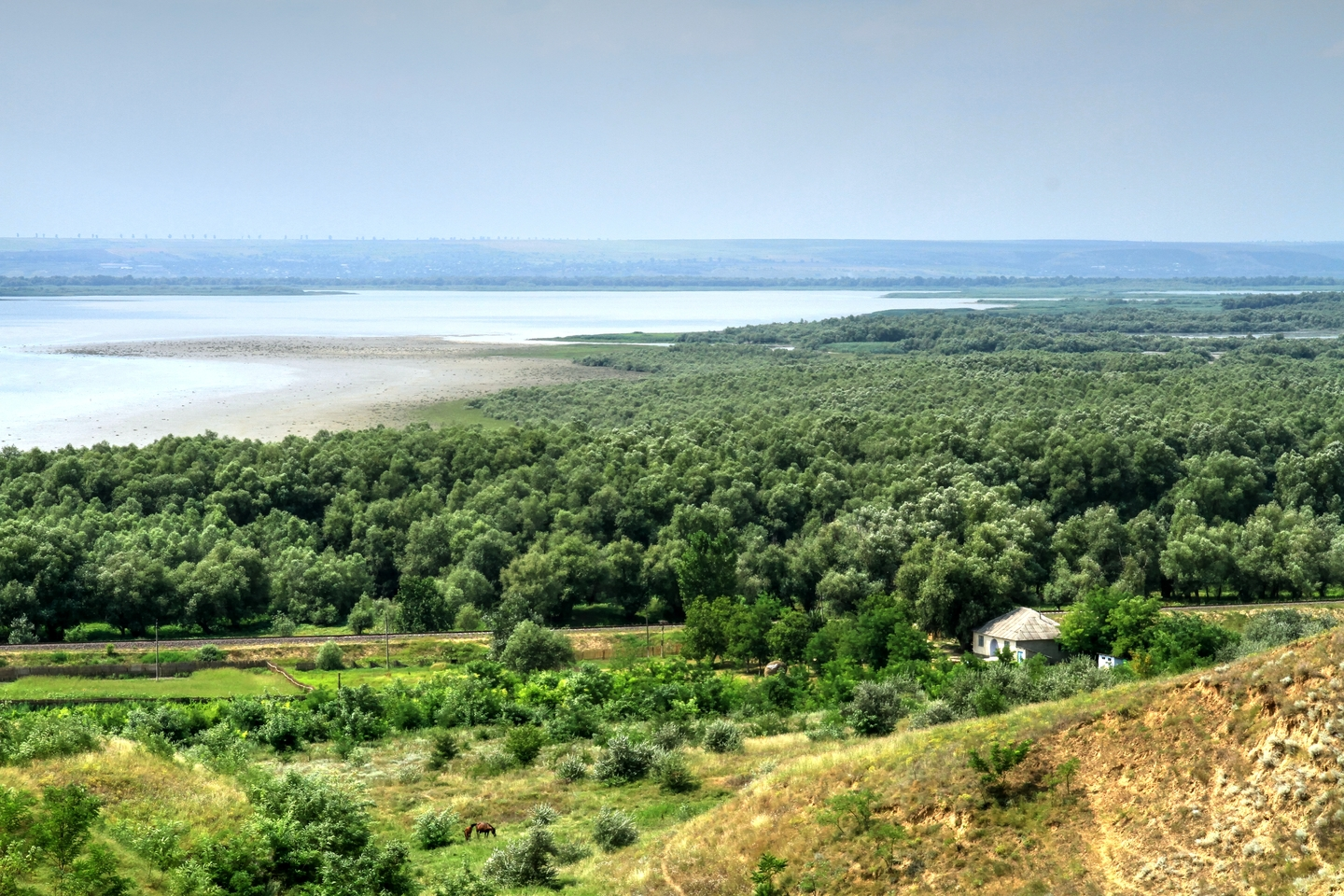
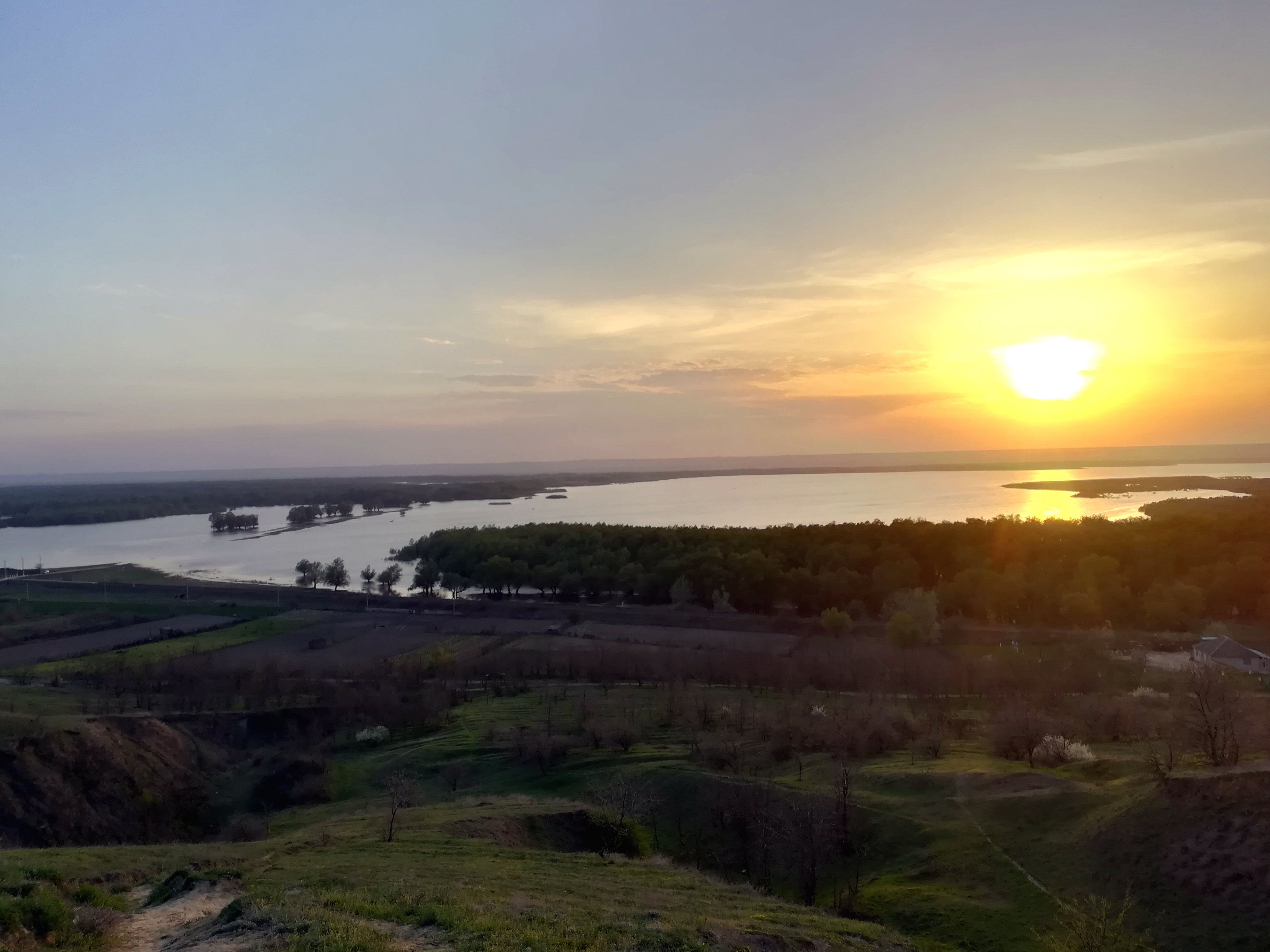
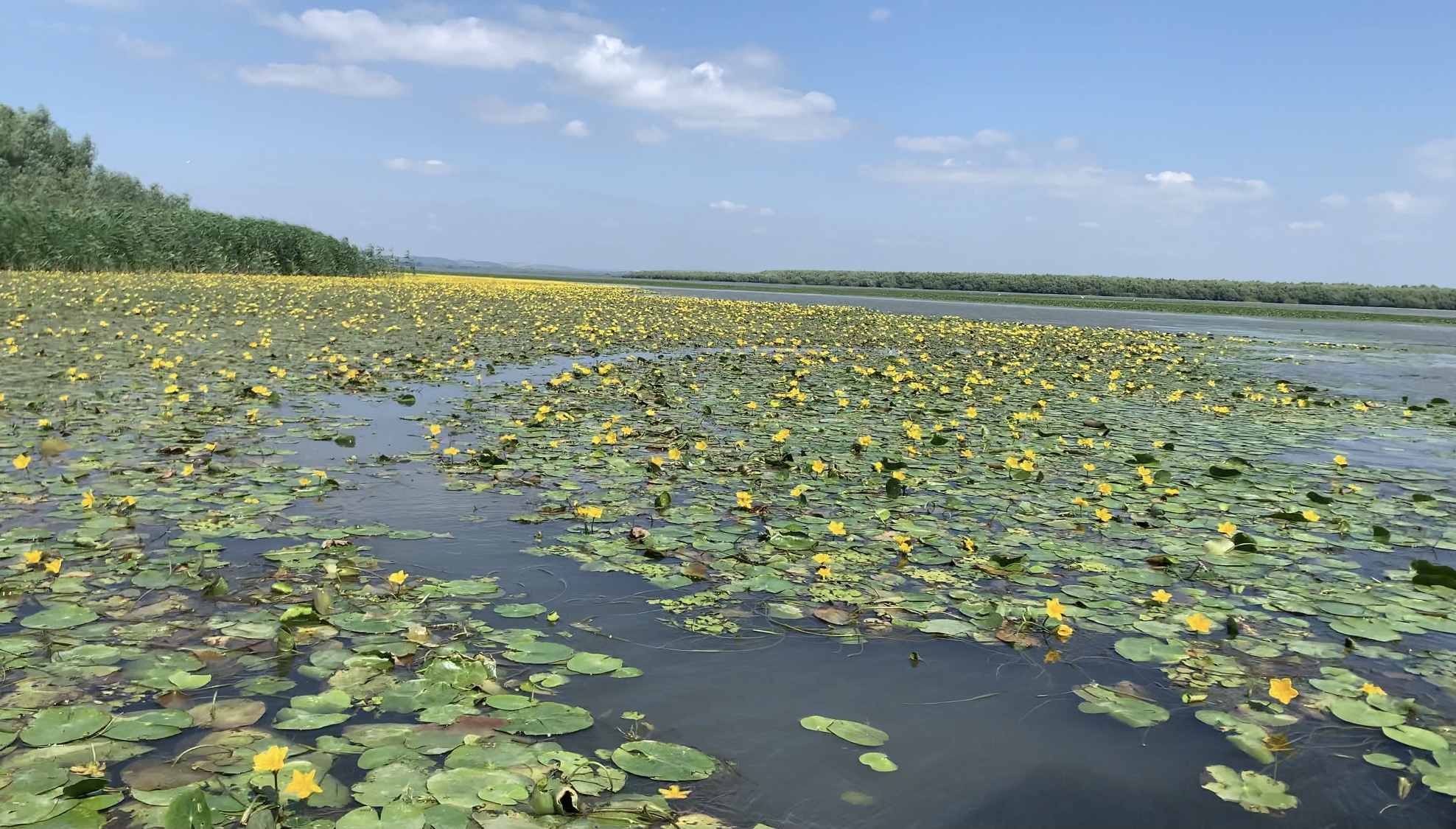
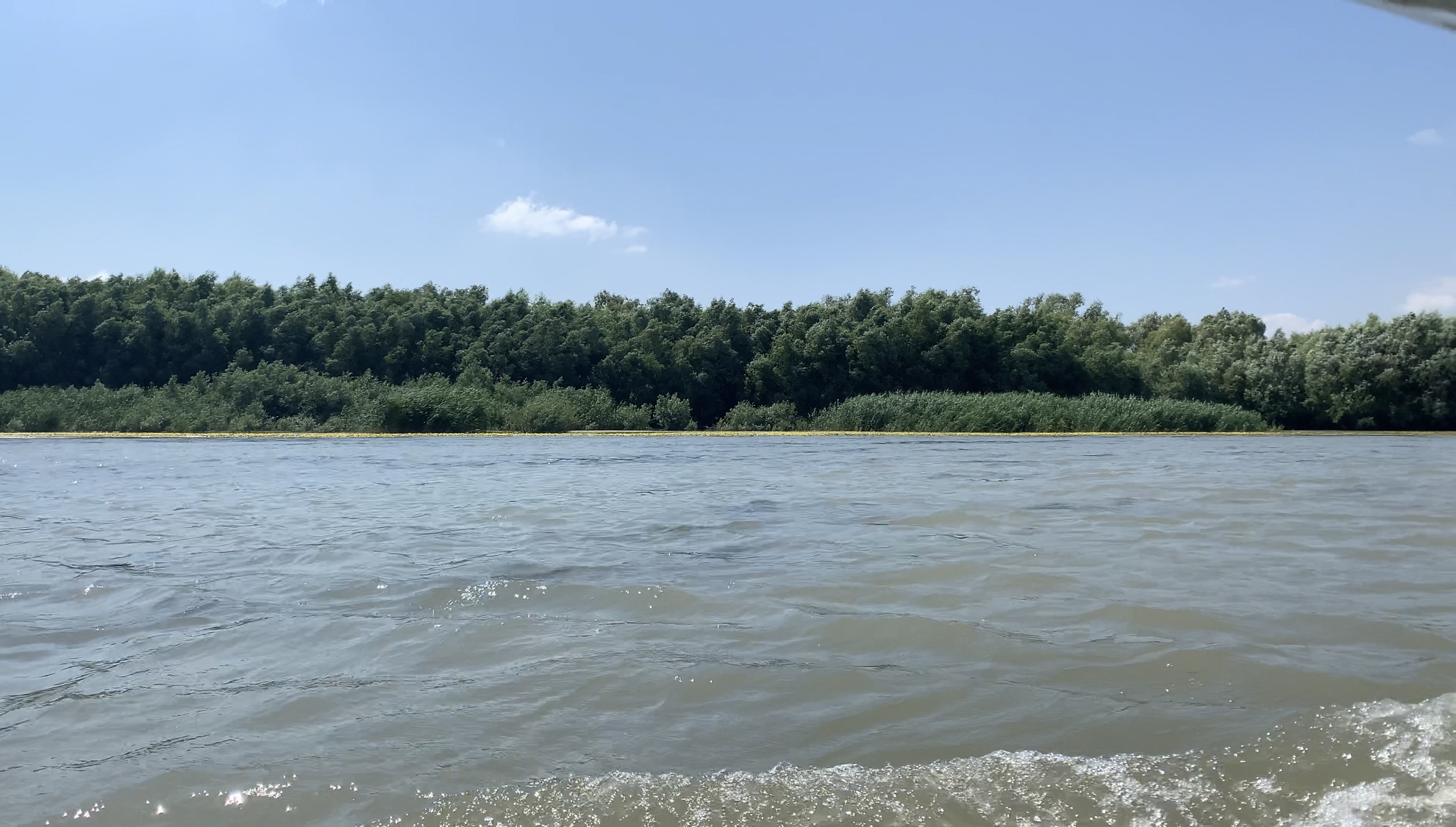
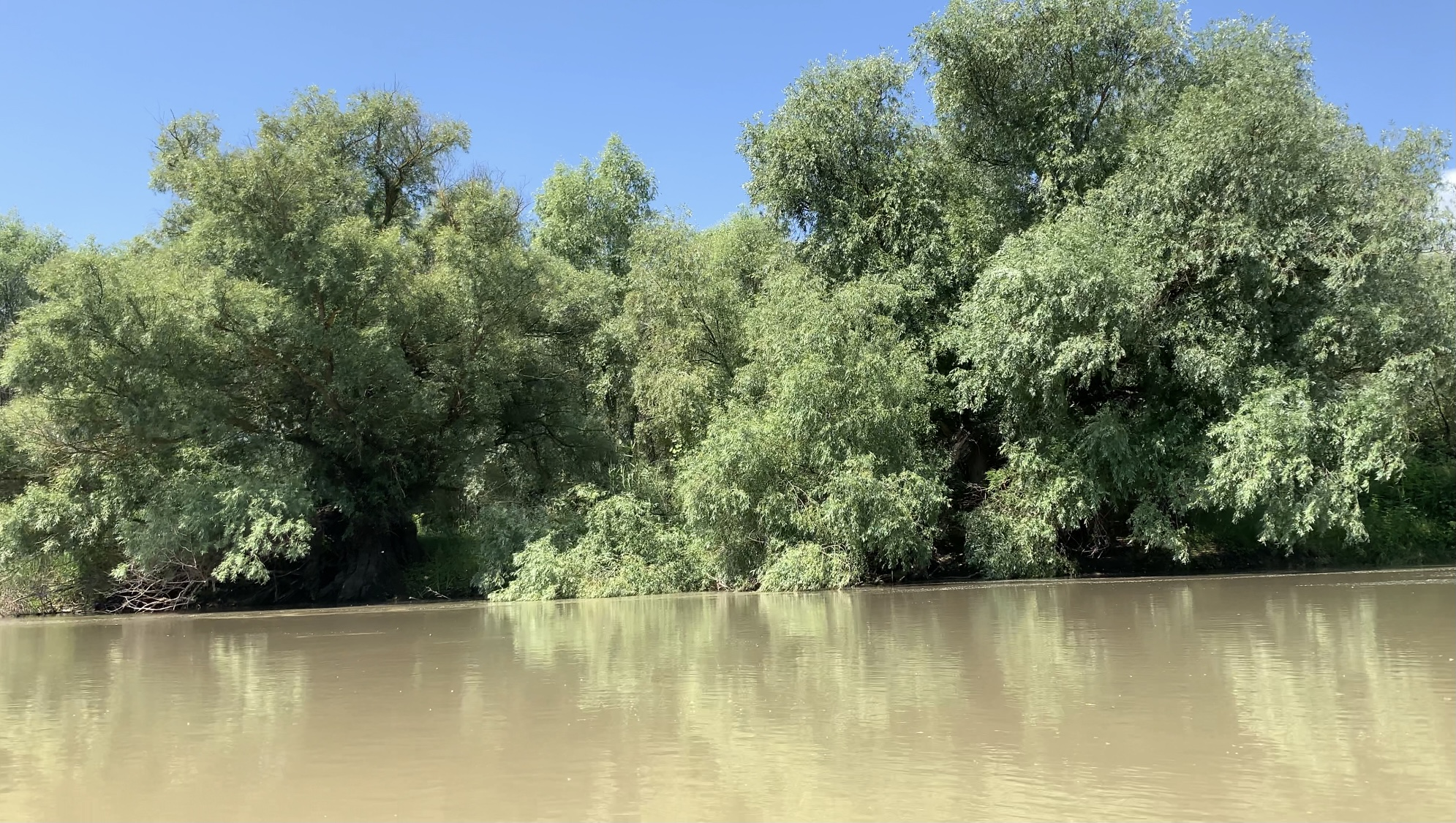